# Brackenridgia palmitensis
Brackenridgia palmitensis là một loài chân đều trong họ Trichoniscidae. Loài này được Mulaik miêu tả khoa học năm 1960.